# Jiupu Zhen
Jiupu Zhen (kinesiska: 旧圃, 旧圃镇) är en köping i Kina. Den ligger i provinsen Yunnan, i den sydvästra delen av landet, omkring 280 kilometer norr om provinshuvudstaden Kunming. Antalet invånare är 57 764. Befolkningen består av 27 774 kvinnor och 29 990 män. Barn under 15 år utgör 23,0 %, vuxna 15-64 år 69 %, och äldre över 65 år 7,0 %.
Genomsnittlig årsnederbörd är 1 008 millimeter. Den regnigaste månaden är juli, med i genomsnitt 228 mm nederbörd, och den torraste är december, med 7 mm nederbörd.